# Джефферсонтаун (Кентуккі)
Джефферсонтаун (англ. Jeffersontown) — місто (англ. city) в США, в окрузі Джефферсон штату Кентуккі. Населення — 28 474 особи (2020).

## Географія
Джефферсонтаун розташований за координатами 38°12′20″ пн. ш. 85°34′11″ зх. д. / 38.20556° пн. ш. 85.56972° зх. д. (38.205536, -85.569679).  За даними Бюро перепису населення США в 2010 році місто мало площу 25,80 км², з яких 25,71 км² — суходіл та 0,09 км² — водойми.

## Демографія
Згідно з переписом 2010 року, у місті мешкало 26 595 осіб у 11 065 домогосподарствах у складі 7098 родин. Густота населення становила 1031 особа/км².  Було 11800 помешкань (457/км²).
Расовий склад населення:
| - 82,2 % — білих - 11,1 % — чорних або афроамериканців - 1,8 % — азіатів - 0,2 % — корінних американців - 0,1 % — вихідців з тихоокеанських островів - 2,1 % — осіб інших рас |

До двох чи більше рас належало 2,5 %. Частка іспаномовних становила 5,0 % від усіх жителів.
За віковим діапазоном населення розподілялося таким чином: 22,7 % — особи молодші 18 років, 63,7 % — особи у віці 18—64 років, 13,6 % — особи у віці 65 років та старші. Медіана віку мешканця становила 38,4 року. На 100 осіб жіночої статі у місті припадало 92,4 чоловіків;  на 100 жінок у віці від 18 років та старших — 88,9 чоловіків також старших 18 років.
Середній дохід на одне домашнє господарство  становив 74 077 доларів США (медіана — 61 069), а середній дохід на одну сім'ю — 84 006 доларів (медіана — 74 963). Медіана доходів становила 50 243 долари для чоловіків та 43 011 долар для жінок. За межею бідності перебувало 7,8 % осіб, у тому числі 11,3 % дітей у віці до 18 років та 4,2 % осіб у віці 65 років та старших.
Цивільне працевлаштоване населення становило 14 568 осіб. Основні галузі зайнятості: освіта, охорона здоров'я та соціальна допомога — 22,6 %, роздрібна торгівля — 13,8 %, виробництво — 12,0 %, науковці, спеціалісти, менеджери — 11,5 %.